# Pedersborg Kirke
Pedersborg Kirke er en kirke i den lille by Pedersborg, umiddelbart nord for Sorø på Midtsjælland. Kirken ligger markant hævet over det omkringliggende landskab og Pedersborg Sø. Den kan således ses tydeligt, når man kommer kørende mod Sorø fra nord og vest. I sig selv er kirken ikke så stor, men den har et ganske "kompakt" udseende og adskiller sig derved fra mange andre små kirker.
Kirkens særlige beliggenhed skal ses i lyset af, at der på stedet engang lå en borg, anlagt af hærfører Peder Torstensen. Han var en af Valdemar 1. den Stores mest betroede mænd og morfar til Peder Vognsen, der som biskop fik opført Thorsager Rundkirke.
Peders borg var bygget på en bakke, hvis sider var gjort stejlere ved at fjerne omkringliggende jord. Mod syd var borgen naturligt beskyttet af sø og mose, og til de øvrige sider anlagdes en forsvarsvold, hvoraf især den vestlige del er et velbevaret voldsted.
Pedersborg Kirkes mure består af materiale fra den gamle nedrevne borg samt fra en rundkirke, som også lå på bakken. Der findes i dag rester af rundkirkens mur, ligesom der er bygget en søjle bestående af udgravede kampesten. Rundkirken har sandsynligvis haft fire søjler som de runde kirker i Bjernede (hvis diameter er næsten den samme som Pedersborg), Horne og Thorsager. I øvrigt ligger Bjernede Kirke kun få kilometer væk, og i klart vejr kan man se dertil fra kirken i Pedersborg.

## Voldstedet
Pedersborg kirke ligger på en naturlig bakkeknold, som er stærkt afgravet i terrasser. Jorden herfra er brugt til en halvkredsvold, der har ligget rundt om bakken med enderne ned mod søen. En stor del af denne vold er bevaret, omkransende præstegården og præsteengen. I dens nuværende form er volden fra 1100—tallet og har tilknytning til borgen (se nedenfor), men dens kerne er ældre, muligvis fra 600 f. Kr.
I 1100—tallet byggede Peder Thorstenson, som var Skjalm Hvides svigersøn, en borg på bakkens top, hvorfor stedet fik navnet Pedersborg. På den øverste terrasse mod nord — altså et trin lavere end borgen byggede han en rundkirke af kløvet kamp. En rest af rundkirkens mur er frilagt, og murens runding viser, at denne kirke har haft samme diameter som Bjernede rundkirke, der også er bygget af Hvide-slægten. Formodentlig har den haft to stokværk ligesom i Bjernede, sådan at man fra borgen har kunnet komme direkte til det øvre stokværk, idet rundkirken også har tjent som fæstningstårn. Af rundhuggede sten, fundet på kirkegården, har Nationalmuseet ladet opføre en søjlerest ved tårnet af den nuværende kirke; fire sådanne søjler har — ligesom i Bjernede — båret loftet i rundkirken.
Hvordan borgen så ud, ved man ikke; men der er i jorden fundet rester af mindre søjler og vinduer i frådsten, sandsten og granit, der tyder på, at borgen har været et ret fornemt romansk bygningsværk. Om livet på borgen taler en mængde potteskår og andre huslige småting fra 1100— tallet fundet i 1971 under gravning af en rende i præsteengen.
Peder Thorstensøns nevø Absalon grundlagde klosteret i Sorø. I tiden efter Peder Thorstensøns død blev borgen en generende nabo for klosteret, som derfor i 1205 erhvervede hele borganlægget, hvorefter klosteret lod først borgen og en del år senere rundkirken nedrive.

## Kirken
I løbet af 1300—tallet begyndte man at bygge den nuværende kirke på det sted, hvor selve borgen havde ligget. Man genanvendte kampestenskvadrene fra borgen og fra rundkirken, men brugte også det nye materiale: munkestenen. Oprindelig bestod kirken kun af det forholdsvis korte og brede skib og det lille kor mod øst. Rester af kalkmalerier i koret — heriblandt et par velbevarede indvielseskors — viser, at koret har haft et fladt loft. Derimod er skibet fra første færd bygget med hvælvinger for øje. Disse hvælvinger opmuredes i 1400-tallet. Mands-indgangen har været mod syd, omtrent hvor den nuværende dør er. Kvinde-indgangen mod nord er tilmuret; men over denne ses udvendig en granit-tympanon, der tidligere formodentlig har siddet over døren til rundkirken. Ingen af kirkens oprindelige vinduer er bevaret. Dog ses korets tilmurede østvindue udvendigt i muren. Omkring 1550 tilføjedes mod nord tårnet mod syd sideskibet — også kaldet ”Haugerup kirke” efter en landsby i sognet. Indvendig havde både tårnrum og sideskib fladt loft indtil 1927, da disse rum dækkedes med smukke krydshvælv i middelalderlig stil. Arkitekt for disse nyskabninger var Lønborg—Jensen. Det lille femsidede sakristi er bygget 1861 af arkitekt Kornerup. I 1956 restaureredes kirken af arkitekt Rolf Graa; fra den tid stammer gulvet lagt af nye munkesten med trin af kvadersten fundet på kirkebakken.

## Inventar
Det ældste inventar er sideskibets store egetræs—krucifiks fra ca. 1450, oprindelig et korbuekrucifiks. Skildringen af den lidende Kristus er typisk for sengotikken. Langs korstræets kanter sidder stiliserede blade eller knopper, idet den ukendte kunstner opfatter korset som livets træ, kendt fra paradisets have. Korsets ender danner symbolerne for de fire evangelister: Englen (Mattæus), løven (Markus), oksen (Lukas) og ørnen (Johannes). Også altertavlen er sengotisk fra ca. 1475. Heller ikke her kender man kunstnerens navn; vi ved ikke engang, om det er et dansk eller udenlandsk — måske flamsk — arbejde. I gamle dage lukkede man i fastetiden de to fløje i for så atter at åbne dem på den festlige påskedag. Altertavlen er en billedbog om Jesu lidelseshistorie fra natten før langfredag til påskemorgen. øverst til venstre piskningen af Jesus. derunder tornekroningen og nederst Pilatus, der vasker sine hænder. øverst til højre segner Jesus under korset, medens Simon af Kyrene træder til hjælp. Derefter springer vi ind i det store midterfelt — nedtagningen af korset. Personerne omkring korset er fra venstre Johannes, der holder Jesu mor Maria, Nikodemus og Josef af Aritmatæa samt en hjælpende romersk soldat. I højre sidefløjs midterfelt ses gravlæggelsen, ikke i en klippe- grav, men i en kongesarkofag, som man kendte dem i 1400—tallet. Nederst til højre endelig Jesu opstandelse påskemorgen.
De to alterstager er fra 1673. På forsiden er indgraveret navnene på et brudepar: Hans Pedersen Holst og Anna Peders Datter Faxe. Bruden var datter af sognepræsten i Pedersborg, og stagerne er formodentlig en gave til kirken i den anledning. Også den syvarmede lysestage er en — langt senere — gave til kirken.
Prædikestolen er oprindelig bygget ca. 1600 i højrenaissance med udsmykning i indlagt træ og med indskriften: «Deus dabit verbum evangelii« (Gud vil give evangeliets ord). Senere — i barokken — er den blevet forsynet med kraftige gesimser, forbundet med snoede søjler; samtidig blev den overmalet, blandt andet med de fire evangelister og deres symboler.
Døbefonten af egetræ er fra Ca. 1650. Også den har på foden de fire evangelister og deres symboler. Det store tinfad og messingfadet er fra 1600—tallet. Dåbskanden af tin er fra 1700—tallet.
De to gravsten har tidligere ligget i gulvet. Den store (i sideskibet) er for sognepræst Jacob Olufsøn død 1610, den mindre (i tårnrummet) for kapellan Friderik Kiær død 1775.
Orglet fra 1971 er bygget af Jensen og Thomsen, Hillerød.
Det kendteste navn på præstetavlen (i tårnrummet) er Peter Christian Kierkegaard, broder til Søren Kierkegaard.
I tårnet hænger to klokker, den største fra 1586, den anden fra 1594, begge støbt i Lúbeck. [kilde mangler]